# 뭉크 (가수)
뭉크는 몽골의 가수다. 2019년 싱글 《별을 바라보고 싶다》로 데뷔했다.

## 방송
- 탑골 랩소디 (2020)
- 트로트의 민족 (2020) - Top80

## 음반
- 별을 바라보고 싶다 (2019)
- 7년 동안 (2020)